# The Open Door (film 1913 Barker)
The Open Door è un cortometraggio muto del 1913 diretto da Edward Barker. Sceneggiato da William H. Clifford e prodotto da Thomas H. Ince, il film era interpretato da Hazel Buckham, Tom Chatterton, Charles Ray e J. Barney Sherry.

## Produzione
Il film fu prodotto dalla Broncho Film Company.

## Distribuzione
Distribuito dalla Mutual, il film - un cortometraggio in due bobine - uscì nelle sale cinematografiche statunitensi il 17 dicembre 1913.